# برنامج نيوزيلندا لأبحاث القطب الجنوبي

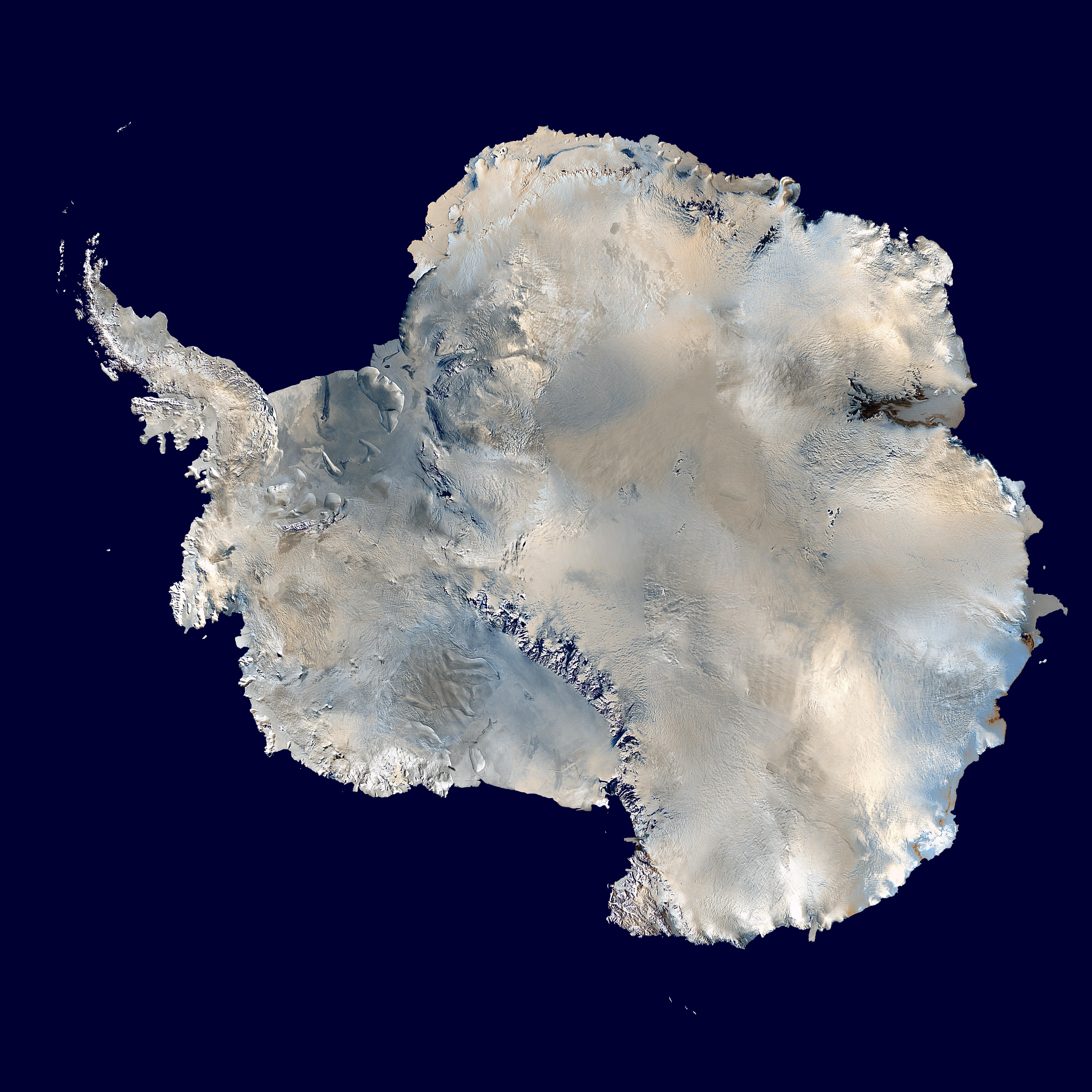
تضاريس أنتاركتيكا

كان برنامج نيوزيلندا لأبحاث القطب الجنوبي (بالإنجليزية: New Zealand Antarctic Research Programme)‏ برنامجًا بحثيًا يدير مرفقًا بحثيًا دائمًا في القارة القطبية الجنوبية (أنتاركتيكا) من 1959 إلى 1996. أنشئه قسم الجيوفيزياء من إدارة البحوث العلمية والصناعية [الإنجليزية] بنيوزيلندا، ومقره في الأصل في ويلينغتون. عزز البرنامج الأبحاث في الكيمياء الجيولوجية، وعلم الحيوان، والجيولوجيا، وعلم النبات، والأرصاد الجوية وعلم المياه العذبة.

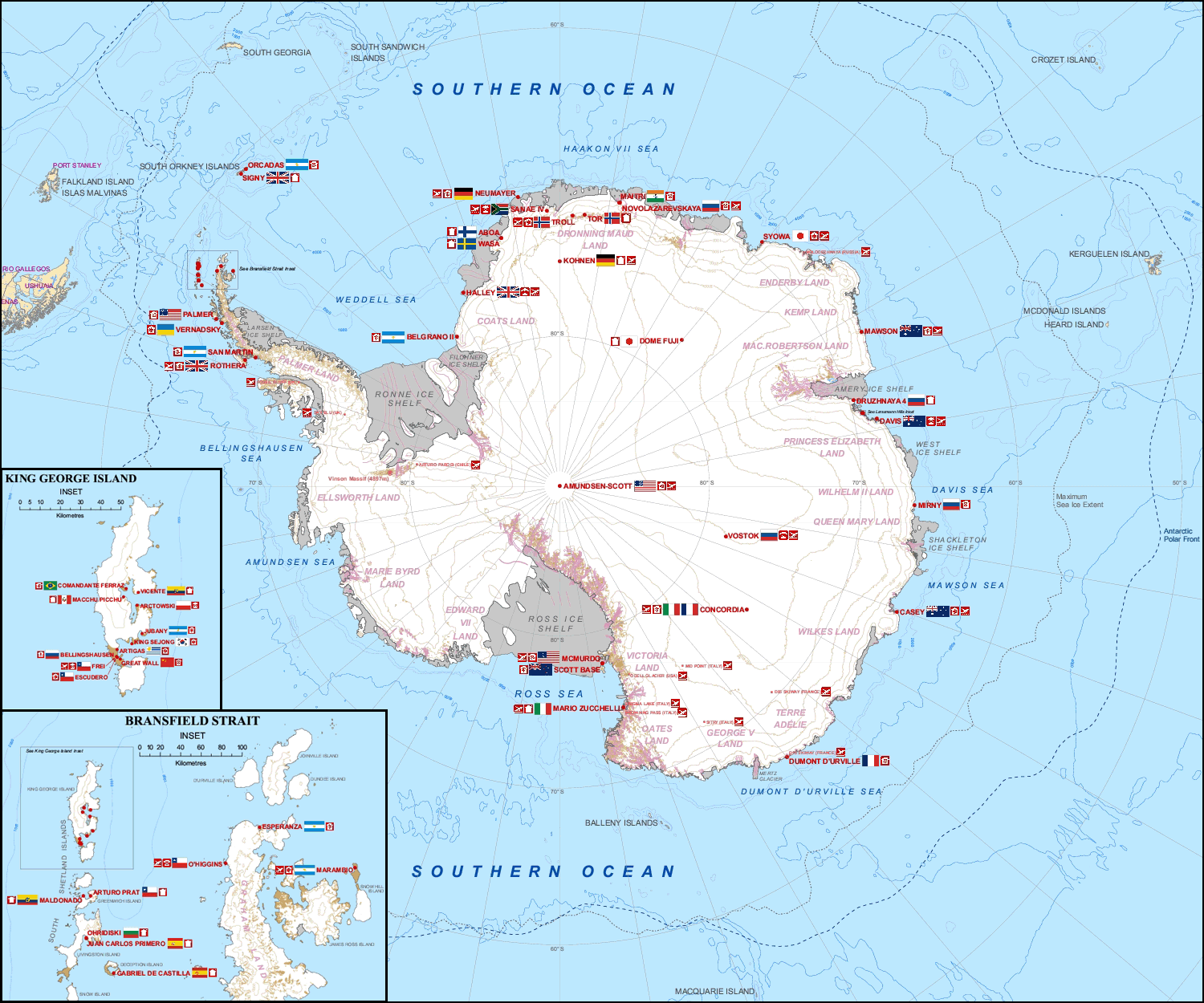
البرنامج الوطنية لدعم العلوم في القارة القطبية الجنوبية (2009)

## تاريخ
بدأت برنامج نيوزيلندا لأبحاث القطب الجنوبي باقتراح من حكومة نيوزيلندا، في عام 1953، لإنشاء قاعدة بحثية في القارة القطبية الجنوبية (أنتاركتيكا). كانت مهمتها توفير الدعم لمجموعة متنوعة من العمل الميداني العلمي في أنتاركتيكا. عمل الأعضاء كباحثين ومساعدين ومرشدين سياحيين ومشغلين ومسؤولين في قاعدة سكوت.
بدأت أعمال الحفر لقاعدة سكوت في 10 يناير 1957، وبدأ تجميع القاعدة في 12 يناير على يد الثمانية رجال الذين قاموا بتجميع القاعدة في ويلينغتون، وانتهى العمل في 20 يناير. في عام 1959، تأسس برنامج نيوزيلندا لأبحاث القطب الجنوبي بالتعاون مع لجنة بحوث منطقة روس (المطالبة النيوزيلندية بقطاع محدد في القارة القطبية الجنوبية). وفي عام 1962، نظرًا للأبحاث الهامة التي أجريت، أصبحت قاعدة سكوت محطة بحث دائمة في القارة القطبية الجنوبية. كانت برنامج نيوزيلندا لأبحاث القطب الجنوبي مسؤول عن صيانة القاعدة وتوظيف الأشخاص ليعملوا كقادة سلامة الميدان ومساعدي العلماء خلال مشاريع البحث.
عندما فككت إدارة البحوث العلمية والصناعيةلتشكيل معاهد أبحاث كروان [الإنجليزية] في عام 1992، تولى المعهد الوطني لأبحاث المياه والغلاف الجوي [الإنجليزية] أعمل البرنامج.

## الإنجازات والبعثات
في عام 1967، اكتشف النيوزيلندي بيتر باريت أول بقايا لحيوانات ذوات الأربع في القارة القطبية الجنوبية، وأدى اكتشافه في النهاية إلى دعم نظرية الانجراف القاري. وفي العام التالي، 1969، أصبح فريق من ست نساء يعملن في البرنامج أول نساء يصلن إلى القطب الجنوبي. وتشمل بعض اكتشافات البرنامج، جليد بول [الإنجليزية]، جليد أتكينسون [الإنجليزية]، سلسلة جبال فيندلاي [الإنجليزية]،سلسلة جبال توماس هايتس [الإنجليزية]، وجبل برادشو [الإنجليزية]

## إرث
في عام 1996، تولى المعهد النيوزيلندي للقطب الجنوبي، المعروف أيضًا باسم نيوزيلندا أنتاركتيكا، عمل برنامج نيوزيلندا لأبحاث القطب الجنوبي. يدير المعهد الآن جميع مشاريع نيوزيلندا في القطب الجنوبي. واعتبارًا من 2018 يدير معهد نيوزيلندا أنتاركتيكا أيضًا مرافق بحثية أخرى، في منطقة ماكموردو ساوند، مثل مختبر وصول هايتس، الذي يقوم بأبحاث الغلاف الجوي.
بني مبنى بمساحة 1،800 متر مربع ومكون من طابقين في عام 2005، كعمل بتكليف من أنتاركتيكا نيوزيلندا. يعرف هذا المبنى باسم مركز هيلاري فيلد، ويوفر مساحة لاستلام وإصدار البضائع، والتخزين العام والمبرد، والمكاتب، والصالة الرياضية، وغرف التدريب والتدريب، وصيانة معدات الميدان بين العديد من الاستخدامات الأخرى. وبسبب هذا المبنى الجديد، تمكنت برامج العلوم والبيئة النيوزيلندية من التوسع والتحسين على مر السنين في القارة القطبية الجنوبية.

## أنظر أيضاً
- قائمة المنظمات التي يوجد مقرها في القارة القطبية الجنوبية